# ジスルフィド

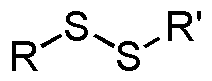
有機ジスルフィドの一般式

ジスルフィド (disulfide, disulphide) とは、2個の硫黄原子が繋がったジスルフィド基 (-S-S-) を官能基として有する有機硫黄化合物の総称。一般式は R-S-S-R' と表される。
ジスルフィドの英語表記はdisulfideで、この用語は二硫化物イオン (S22−) を構造に含む塩や錯体の総称でもある。日本語ではその総称をもっぱら 二硫化物 と呼ぶ。ジスルフィドイオンは二硫化物イオンの別称。錯体の命名法では二硫化物イオンの配位子名は「ジスルフィド」(disulfido) である。二硫化物塩や錯体の詳細は記事: 二硫化物 を参照。
無機化合物においては陽性成分1モルに対して2モルの硫黄原子を陰性成分として持つ化合物が二硫化物 (disulfide) として命名される。このような無機化合物には有機ジスルフィドと同様にS-S結合を持つ二硫化物イオン S22−を含むものと、硫黄原子間に直接結合をもたない化合物が含まれる。

## 有機ジスルフィド

### 性質
ジスルフィドの硫黄の酸化数は -I で電子配置は塩素分子の状況に似ており、もう1個の S(-I) と共有結合することによって2価のジスルフィド基を形成している。このことは酸素も同様で、過酸化水素や、それを親化合物とするペルオキシド（過酸化物）が存在する。
有機ジスルフィドの親化合物である二硫化二水素（ジスルファン）H2S2やそのモノアルキル化体（RSSH) は熱的に不安定で容易に分解する。一方、ジアルキルジスルフィドは比較的安定であり、容易にO-O結合が熱分解するジアルキルペルオキシドとはかなり性質が異なる。また、硫黄同士の結合がさらに進んだトリスルフィド、多硫化物（ポリスルフィド）を作れることも酸素の場合とは異なる。
低分子量のジアルキルジスルフィドはキャベツやネギ属の香気成分として知られており、強いにおいを持っている。
ジスルフィド結合は強く、典型的な結合解離エネルギーは60 kcal/mol (251 kJ mol−1) である。しかしながら、C–C結合やC-H結合よりもおよそ40%弱いため、ジスルフィド結合は多くの分子中で「弱いつながり」として機能することが多い、そのうえ、二価硫黄の分極率を反映して、S–S結合は極性試薬（求電子剤と特に求核剤〔Nu〕）による切断を受け易い。
{\displaystyle {\ce {RS-SR + Nu- -> RS-Nu + RS-}}}
ジスルフィド結合の長さはおよそ2.05 Åで、C–C結合よりもおよそ0.5 Å長い。S–Sを中心とした回転障壁は低い。ジスルフィド結合の二面角は90°に近い特徴的な選好性を示す。角度が0°または180°に近づくと、ジスルフィドは著しく優れた酸化剤となる。ジスルフィド結合が一見不安定そうな90°の二面角を示す理由は以下のように説明される。ジスルフィド結合の配座がアンチ（180°）の場合、それぞれの硫黄原子上にある2つの3p軌道（孤立電子対）が隣りの硫黄原子上の3p軌道と相互作用するとπ（結合性）とπ*（反結合性）の2つの分子軌道が形成されるが、両方とも2つの電子によって占有されるため、π軌道形成による安定化はπ*軌道形成による不安定化を相殺できない。そのため、孤立電子対同士の重なり合いが小さい90°に近い二面角が安定となる。

### 合成と反応
対称な有機ジスルフィドは通常、対応するチオール2分子を酸化的に結合させて得る。酸化剤としては過酸化水素水やヨウ素が利用される。過酸化水素を酸化剤にした場合、ジスルフィドから過剰な酸化が起こりうるので反応条件の設定は重要である。
{\displaystyle {\ce {{2R-SH}+\mathrm {oxidant} ->R-S-S-R}}}
また二硫化ナトリウムと2当量のアルキル化剤を反応させても、対称ジスルフィドを調製することができる。二硫化物イオンは硫化ナトリウムの水溶液に硫黄を1当量加えて加熱することでも生成できる。
{\displaystyle {\ce {{Na2S}+ S -> Na2S2}}}
{\displaystyle {\ce {{2R-X}+ Na2S2 -> {R-S-S-R}+ 2NaX}}}
非対称ジスルフィドは硫黄上に脱離基を持つR-S-Xの化合物とチオールの塩を低温で反応させることによって得られる。XとしてはハロゲンやSO3Na(Bunteの塩)、CNなどが利用される。非対称ジスルフィドは過剰のチオール塩の存在下で不均化しやすいので反応条件は重要である。
{\displaystyle {\ce {{R-S-X}+ R'-S^- -> {R-S-S-R'}+ X^-}}}
ジスルフィドは還元するとチオールに戻る。水素化ホウ素ナトリウムなどが還元剤として使用される。
求核剤の攻撃で S-S 結合が切断される。求核剤としてチオールの塩を使用するとこれはジスルフィド交換反応になる。
{\displaystyle {\ce {{R-S-S-R}+Nu^{-}->{R-S^{-}}+Nu-S-R}}}

## 例

### 有機ジスルフィド
- アミノ酸のシスチン
- α-リポ酸
- ジメチルジスルフィド ({\displaystyle {\ce {CH3S-SCH3}}})
- 二硫化アリル ({\displaystyle {\ce {H2C=CH-CH2S-SCH2-CH=CH2}}})
- ジフェニルジスルフィド ({\displaystyle {\ce {Ph2S2}}})

### 無機ジスルフィド

#### 二硫化物イオンを含む化合物
- 二硫化鉄 (FeS2)：黄鉄鉱、白鉄鉱として知られる。黄鉄鉱はFeとS2が塩化ナトリウム型構造をとっている。
- 二塩化二硫黄 (S2Cl2)

| 有機ジスルフィド | 有機ジスルフィド | 有機ジスルフィド |
| ---------------- | ---------------- | ---------------- |
|                  |                  |                  |
| シスチン         | α-リポ酸         | Ph2S2            |